# Route nationale 42
La route nationale 42 (RN 42 o N 42) è una strada nazionale francese che parte da Boulogne-sur-Mer e termina a Saint-Omer.

## Percorso
Da Boulogne, dove passava la N1, si dirige ad est: il tragitto ancora classificato come nazionale è compreso fra l’autoroute A16 e l’autoroute A26, dopo la quale raggiunge Saint-Omer come D942.
La strada proseguiva ancora verso est: dopo Arques, fino al 1972, si spingeva a nord fino a Cassel (tratto declassato a D933) per poi arrivare a Bailleul (oggi come D916 e ancora D933); dopo il 1973, invece, giungeva a Bailleul passando per Hazebrouck, dopo aver sostituito la precedente RN 344. Dal 2006 anche questo troncone è stato declassato a dipartimentale (D642).
In seguito piegava verso sud-est e serviva Nieppe, Armentières ed infine la città di Lilla, dove si concludeva in pieno centro. Dal 1973 questa parte finale è denominata D933.